# 納卡 (堪薩斯州)
納卡（英語：Narka）是一個位於美國堪薩斯州里帕布利克縣的城市。

## 地方資料
根據2020年美國人口普查的數據，納卡的面積為0.41平方千米，當中陸地面積為0.41平方千米，而水域面積為0.00平方千米。當地共有人口81人，而人口密度為每平方千米197.56人。